# Lagària
Lagària (en llatí Lagaria, en grec antic Λαγαρία) va ser una petita ciutat de guarnició a Lucània situada entre Túrios i el riu Síbaris, fundada segons la llegenda per una colònia de Focea dirigida per Epeu, el constructor del cavall de fusta a la Guerra de Troia.
Estrabó l'esmenta només com una fortalesa, i no devia ser de gaire importància, tot i la qualitat dels seus vins, «molt considerat pels metges». Podria ser la moderna Nocara a la Província de Cosenza, a uns quinze quilòmetres de la costa.